# Le guardie della regina
Le guardie della regina (The Queen's Guards) è un film del 1961 diretto da Michael Powell.